# 伊茲博斯克
57°42′37.10″N 27°51′33.40″E / 57.7103056°N 27.8592778°E

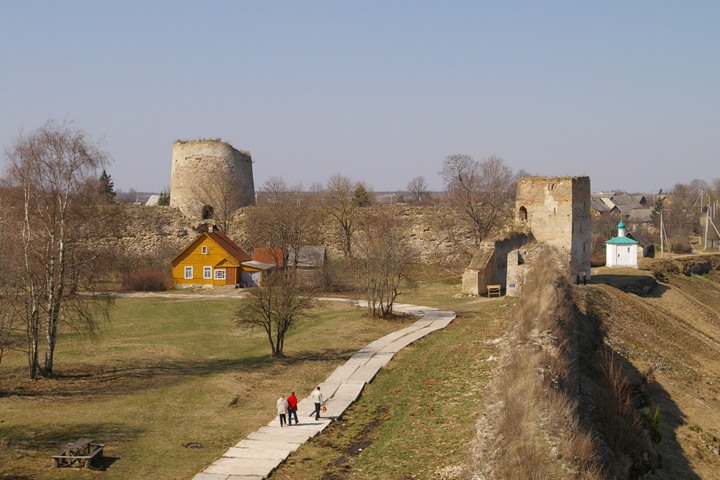

伊茲博斯克（俄语：Избо́рск）是位於俄羅斯普斯科夫州的一個城市。伊茲博斯克是俄羅斯歷史最古老的城市之一，靠近俄羅斯和愛沙尼亞的國境。伊茲博斯克在歷史上多次是俄羅斯和外國的戰場，現在伊茲博斯克有城堡和斯拉夫之泉等觀光景點，吸引了眾多遊客。